# Roger de Clifford (um 1243–1282)
Roger de Clifford (* um 1243; † 6. November 1282 in der Menai Strait) war ein englischer Adliger und Militär.

## Herkunft und Heirat
Roger de Clifford war der älteste Sohn seines gleichnamigen Vaters Roger de Clifford aus dessen Ehe mit Hawise, die vermutlich eine Tochter von John de Boterel war. Sein Vater war ein enger Vertrauter des Thronfolgers und späteren Königs Eduard I. wurde. Nach dem Sieg der königlichen Partei im Krieg der Barone erhielt Rogers Vater 1265 als Dank die Vormundschaft über Isabel de Vieuxpont, der ältesten Tochter und Miterbin des 1264 gestorbenen Rebellen Robert de Vieuxpont. Rogers Vater verheiratete Isabel um 1269 mit Roger. Über die Aufteilung des Vieuxpont-Erbes gab es in der Folge jedoch Streit mit Roger of Leybourne, der die Vormundschaft über Isabels jüngere Schwester Idonea erhalten hatte und die er ebenfalls mit seinem ältesten Sohn verheiratet hatte. Clifford erhielt schließlich aus dem Erbe die umfangreichen Besitzungen in Westmorland.

## Teilnahme an der Eroberung von Wales
Während des Feldzugs zur Eroberung von Wales gehörte Clifford im Oktober 1282 zu den Rittern, die nach Anglesey segelten, um von dort eine zweite Front im Rücken der Waliser aufzubauen. Von der Insel aus errichteten die englischen Truppen über die Meerenge Menai Strait eine Bootsbrücke zum Festland von Gwynedd. Cliffords Vater war im April zu Beginn einer walisischen Rebellion in walisische Gefangenschaft geraten, und angeblich soll Clifford zum raschen Angriff gedrängt haben, damit sein Vater möglichst rasch wieder frei käme. Tatsächlich war der von Luke de Tany am 6. November geführte Angriff über die Bootsbrücke schlecht vorbereitet und die Engländer wurden von überlegenen walisischen Kräften angegriffen. Der genaue Ablauf der folgenden Schlacht an der Menai Strait ist ungeklärt, doch die Engländer mussten sich zurückziehen. Dabei wurde die Bootsbrücke zerstört. Unter den zahlreichen englischen Rittern und Soldaten, die entweder erschlagen wurden oder ertranken, befand sich auch Clifford.

## Nachkommen
Mit seiner Frau Isabel, der ältesten Tochter von Robert de Vieuxpont und Isabel fitz John hatte Clifford mindestens einen Sohn, der sein Erbe wurde und 1286 auch die Besitzungen seines Großvaters Roger de Clifford erbte:
- Robert de Clifford, 1. Baron de Clifford (1274–1314)